# Петерсман, Керстин
Керстин Петерсман (нем. Cerstin Petersmann; род. 27 ноября 1964, Дортмунд, Северный Рейн-Вестфалия) — немецкая гребчиха, выступавшая за сборные ФРГ и объединённой Германии по академической гребле в 1980-х и 1990-х годах. Бронзовая призёрка летних Олимпийских игр в Барселоне, обладательница серебряной и бронзовой медалей чемпионатов мира, победительница многих регат национального и международного значения.

## Биография
Керстин Петерсман родилась 27 ноября 1964 года в Дортмунде, ФРГ. Будучи дочерью известного немецкого гребца и тренера Гюнтера Петерсмана, начала заниматься греблей по наставлению отца в 1980 году. Проходила подготовку в дортмундском гребном клубе «Ганза».
Впервые заявила о себе в гребле в 1982 году, выиграв серебряную медаль в распашных рулевых восьмёрках на юниорском мировом первенстве в Италии.
В 1983 году вошла в основной состав западногерманской национальной сборной и выступила на чемпионате мира в Дуйсбурге, где в восьмёрках сумела отобраться лишь в утешительный финал B.
На мировом первенстве 1987 года в Копенгагене показала пятый результат в восьмёрках.
Вместе со своей младшей сестрой Катрин Петерсман и несколькими другими гребчихами участвовала в летних Олимпийских играх 1988 года в Сеуле, однако их восьмёрка финишировала здесь лишь седьмой.
В 1989 году на чемпионате мира в Бледе стартовала сразу в двух дисциплинах: заняла пятое место в восьмёрках и шестое место в безрульных четвёрках.
Первого серьёзного успеха на взрослом международном уровне добилась в сезоне 1990 года, когда побывала на чемпионате мира в Тасмании и привезла оттуда награду серебряного достоинства, выигранную в зачёте безрульных четвёрок — в финале её обошёл только экипаж из Румынии.
Начиная с 1991 года Петерсман представляла сборную объединённой Германии, в частности в этом сезоне выступила на мировом первенстве в Вене, где получила бронзу в безрульных четвёрках, уступив командам из Канады и США.
Благодаря череде удачных выступлений удостоилась права защищать честь страны на Олимпийских играх 1992 года в Барселоне — в составе экипажа, куда также вошли гребчихи Катрин Хаккер, Кристиане Харцендорф, Сильвия Дёрдельман, Дана Пириц, Аннегрет Штраух, Уте Вагнер, Юдит Цайдлер и рулевая Даниэла Нойнаст, финишировала в программе восьмёрок третьей позади экипажей из Канады и Румынии — тем самым завоевала бронзовую олимпийскую медаль. За это выдающееся достижение 23 июня 1993 года была награждена высшей спортивной наградой Германии «Серебряный лавровый лист».
После барселонской Олимпиады Керстин Петерсман больше не показывала сколько-нибудь значимых результатов на международной арене.